# DJ730
DJ 730 este un drum județean în județul Argeș care leagă Podul Dâmboviței (DN 73) – Dâmbovicioara – Ciocanu – Șirnea, la limita județului Brașov.
1. ↑  Consiliul Județean Argeș. „Modernizare DJ 730: Podul Dambovitei (DN 73) – Dambovicioara – Ciocanu – limita jud. Brasov”. Accesat în 28 iunie 2021.